# آزارستانکی
آزارستانکی، روستایی از توابع بخش مرکزی شهرستان لاهیجان در استان گیلان ایران است.

## جمعیت
این روستا در بخشی از توابع دهستان آهندان قرار دارد  و براساس سرشماری مرکز آمار ایران در سال ۱۳۸۵، جمعیت آن ۲۶۱ نفر (۸۲خانوار) بوده‌است.
و هم اکنون بالای 160 خانوار و بالای360 نفر جمعیت دارد